# Tropical Lepidoptera
Tropical Lepidoptera is een wetenschappelijk tijdschrift, uitgegeven door de Association for Tropical Lepidoptera.
De eerste uitgave was in 1990.
De redacteur is Andrei Sourakov, verbonden aan McGuire Center for Lepidoptera and Biodiversity, Florida Museum of Natural History, Gainesville, Florida, Verenigde Staten.
De assistent-redacteuren zijn: T.C. Emmel and Keith Willmott beide verbonden aan McGuire Center for Lepidoptera and Biodiversity, Florida Museum of Natural History, Gainesville, FL USA en Andre Victor Lucci Freitas verbonden aan Departamento de Biologia Animal, Instituto de Biologia, Universidade Estadual de Campinas, Brasil.
Dit blad verschijnt twee keer per jaar in juni en december.
- ISSN 1048-8138 (1990 - 2006)
- ISSN 1941-7659 (2008 -     )